# Бибу, Аарон
Ааро́н Ле Форестье́ Бани́н Бибу́ (фр. Aaron Le Forestier Banind Bibout; род. 9 сентября 2004, Яунде) — камерунский футболист, нападающий шведского «Вестероса».

## Клубная карьера
Начинал заниматься футболом в камерунской академии «Каджи Спортс» из Дуалы, после чего перебрался в США, где присоединился к юношеской команде «Лос-Анджелес Гэлакси». На протяжении трёх сезонов выступал за вторую команду клуба — «Вентура Каунти». В её составе принял участие в 53 матчах, в которых забил 26 мячей и отдал девять голевых передач. В июне из-за травмы Хавьера Эрнандеса был переведён в основной состав «Лос-Анджелес Гэлакси». 22 июня дебютировал в MLS во встрече со «Спортинг Канзас-Сити», выйдя на замену на 76-й минуте вместо Престона Джадда. На правах аренды также выступал за «Детройт Сити» и «Талсу».
25 марта 2025 года перешёл в шведский «Вестерос», с которым подписал контракт, рассчитанный на три года. 14 апреля во встрече с «Фалькенбергом» дебютировал за клуб в Суперэттане, появившись на поле во втором тайме.

## Карьера в сборной
Выступал за юношескую сборную Камеруна.